# SV Alsenborn
Der SV Alsenborn ist ein Fußballverein aus Enkenbach-Alsenborn in Rheinland-Pfalz. Die Spielstätte des Vereins ist das Stadion an der Kinderlehre, das etwa 13.000 Zuschauern Platz bietet. Um 1970 zählte der SVA zu den erfolgreichsten Vereinen in Südwestdeutschland und spielte mehrfach um den Aufstieg in die Bundesliga.

## Geschichte
Der Verein, der am 15. September 1919 als FV Alsenborn gegründet wurde, trägt seit 1945 den Namen SV Alsenborn (SVA).
Die erfolgreichste Zeit des SVA begann 1962, als Fritz Walter, Kapitän der Weltmeistermannschaft von 1954, Trainer des Klubs geworden war. Mit seinem ehemaligen Mannschaftskameraden vom 1. FC Kaiserslautern, Hannes Ruth, strebte er den Aufstieg des Klubs an. Mit Willi Hölz, Otto Render und Erwin Rödler wurden drei ehemalige Spieler des 1. FC Kaiserslautern beziehungsweise des VfR Kaiserslautern verpflichtet. In den Jahren 1962 bis 1965 stieg der SVA dreimal in Folge auf – bis in die Regionalliga Südwest, damals die zweithöchste Spielklasse. Trainer war seit spätestens 1964 Render, während Walter als Betreuer/Berater wirkte.
Der sportliche Höhenflug hielt auch in der Regionalliga an und brachte dem Verein bundesweit Aufmerksamkeit ein. 1968 wurde Alsenborn erstmals Meister der Regionalliga, der SV qualifizierte sich damit für die Aufstiegsrunde in die Bundesliga. In einer Gruppe mit Hertha BSC, Rot-Weiss Essen, dem 1. SC Göttingen 05 und Bayern Hof wurde der Verein Tabellendritter – nur der Erste (damals Hertha BSC) durfte aufsteigen. Für den Fall des Aufstiegs in die Bundesliga war ein Umzug nach Ludwigshafen und die Fusion mit einem dort beheimateten Fußballverein geplant, um die Lizenzauflagen des DFB in allen Punkten erfüllen zu können.
In der folgenden Saison wurde der SVA wieder Regionalligameister. In der Aufstiegsgruppe mit Rot-Weiß Oberhausen, Hertha Zehlendorf, VfB Lübeck und dem Freiburger FC wurde Alsenborn nach fünf Siegen und drei Niederlagen erneut Dritter hinter Oberhausen und Freiburg. Am Ende fehlte ein Punkt zum Bundesligaaufstieg.
1970 wurde Alsenborn nochmals Meister der Regionalliga Südwest. In der Gruppe mit Arminia Bielefeld, dem Karlsruher SC, Tennis Borussia Berlin und dem VfL Osnabrück erreichte der Verein zum dritten Mal in Folge den dritten Platz und verpasste wiederum den Aufstieg.
An die Erfolge dieser Jahre konnte der SVA später nicht mehr anknüpfen. Dies lag auch daran, dass insgesamt 31 Spieler den Verein nach und nach in Richtung zahlungskräftigerer Fußballklubs verließen. Unter anderem wechselte Lorenz Horr für 336.000 DM Ablöse zu Hertha BSC – der bis dahin teuerste Transfer im deutschen Fußball. Ein weiterer Rückschlag für den Verein war der Unfalltod von Trainer Otto Render.
1974 strebte der Verein den Aufstieg in die neu eingeführte 2. Bundesliga an. Nach den Regularien des DFB mussten die Vereine der 2. Liga neben der sportlichen Qualifizierung auch Auflagen technischer und wirtschaftlicher Art erfüllen, die über die Möglichkeiten des SVA hinausgingen. Dieser wurde vom Südwest-Zulassungsausschuss zwar zunächst für die 2. Bundesliga nominiert, nach Einspruch des knapp schlechter bewerteten 1. FC Saarbrücken aber vom Regionalverband Südwest wieder zurückgewiesen. Der SVA wandte sich daraufhin an die Zivilkammer in Kaiserslautern und erwirkte dort eine einstweilige Verfügung, worauf der Vorstandsbeschluss aufgehoben wurde und ein Verbandsgericht des Regionalverbandes die Lage erneut zu überprüfen hatte. Das Verbandsgericht bewertete Alsenborns Gesamtsituation besser, weshalb der SVA nun wieder hoffen durfte, Anwärter für die 2. Liga zu sein. Nun erhoben der 1. FC Saarbrücken und der Vorstand des Fußball-Regionalverbandes dagegen Einspruch beim Sportgericht des DFB. Dieses gab dem SVA zunächst den Vorrang, um dann doch dem strukturell besser aufgestellten 1. FC Saarbrücken zu berücksichtigen. Die Lizenz wurde am Ende wegen technischer Unzulänglichkeiten der Platzanlage und wirtschaftlicher Unsicherheit hinsichtlich der zukünftigen Entwicklung verweigert.
Nach dem erzwungenen Rückzug aus dem Profifußball stieg der Verein in den folgenden Jahren bis in die untersten Spielklassen des Südwestdeutschen Fußballverbandes ab. Derzeit (Stand: Saison 2025/26) spielt der SV Alsenborn in der achtklassigen Bezirksliga Westpfalz.

## Rezeption
Im Buch von Hardy Grüne über 90 Jahre deutscher Liga-Fußball aus dem Jahr 1995 ist folgender Beitrag zur Zusammensetzung der neu eingeführten 2. Fußball-Bundesliga ab der Saison 1974/75 notiert: „Erst am 20. Juli 1974, knapp zwei Wochen vor dem Zweitligastart, waren alle vierzig Teams beisammen. Eigentlich wären nämlich die Pfälzer Dorfkicker vom SV Alsenborn mit 95 Qualifikationspunkten sicherer Zweitligist gewesen, hätte man nicht ein Haar in der Suppe entdeckt. Die Schnuckeltruppe aus Enkenbach-Alsenborn war vom Nominierungskomitee ihres Regionalverbandes benannt worden, erhielt aber vom eigenen Verbandsvorstand die rote Karte gezeigt! Die wirtschaftliche Voraussetzungen würden fehlen, dabei hatten die SVAler gerade erst mühsam ihr Stadion auf 18.000 Plätze ausgebaut. Das südwestdeutsche Verbandssportgericht hob die Lizenzverweigerung im Juli wieder auf, woraufhin der SWFV-Vorstand vor das DFB-Bundesgericht zog. Das entschied dann abschließend, daß den Alsenbornern die wirtschaftlichen Voraussetzungen tatsächlich fehlen würden und berief stattdessen den 1. FC Saarbrücken ins Unterhaus.“

## Persönlichkeiten
- Werner Adler
- Gerhard Ahrens
- Manfred Feldmüller
- Walter Frosch
- Fritz Fuchs
- Lorenz Horr
- Willi Hölz
- Michal Kadlec
- Roland Kirsch
- Manfred Krei
- Manfred Lenz
- Otmar Ludwig
- Reinhard Meier
- Jürgen Nachtmann
- Otto Render (Trainer)
- Erwin Rödler
- Wolfgang Röhring
- Josef Sattmann
- Jürgen Schieck
- Franz Schmitt
- Franz Schwarzwälder
- Fritz Walter (Trainer)
- Thomas Riedl (Trainer)

## Sportlicher Werdegang
Grün unterlegte Platzierungen kennzeichnen einen Aufstieg, rot unterlegte einen Abstieg.
| Saison  | Liga                     | Platz |
| ------- | ------------------------ | ----- |
| 1949/50 | Amateurliga Westpfalz    | 11.   |
| 1950/51 | Amateurliga Westpfalz    | 08.   |
| 1951/52 | Amateurliga Westpfalz    | 03.   |
| 1952/53 | Amateurliga Südwest      | 05.   |
| 1953/54 | Amateurliga Südwest      | 14.   |
| 1954/55 | Amateurliga Südwest      | 16.   |
| 1955/56 | 2. Amateurliga Westpfalz | 16.   |
| 1956/57 | A-Klasse                 | 8.    |
| 1957/58 | A-Klasse                 | 12.   |
| 1958/59 | A-Klasse                 | 8.    |
| 1959/60 | A-Klasse                 | 7.    |
| 1960/61 | A-Klasse                 | 8.    |
| 1961/62 | A-Klasse                 | 11.   |
| 1962/63 | A-Klasse                 | 01.   |
| 1963/64 | 2. Amateurliga Westpfalz | 01.   |
| 1964/65 | Amateurliga Südwest      | 01.   |
| 1965/66 | Regionalliga Südwest     | 09.   |
| 1966/67 | Regionalliga Südwest     | 08.   |
| 1967/68 | Regionalliga Südwest     | 01. 1 |
| 1968/69 | Regionalliga Südwest     | 01. 2 |

| Saison                               | Liga                  | Platz |
| ------------------------------------ | --------------------- | ----- |
| 1969/70                              | Regionalliga Südwest  | 01. 3 |
| 1970/71                              | Regionalliga Südwest  | 05.   |
| 1971/72                              | Regionalliga Südwest  | 03.   |
| 1972/73                              | Regionalliga Südwest  | 08.   |
| 1973/74                              | Regionalliga Südwest  | 10. 4 |
| 1974/75                              | Amateurliga Südwest   | 10.   |
| 1975/76                              | Amateurliga Südwest   | 14.   |
| 1976/77                              | Bezirksliga Westpfalz | 06.   |
| 1977/78                              | Bezirksliga Westpfalz | 02.   |
| 1978/79                              | Verbandsliga Südwest  | 06.   |
| 1979/80                              | Verbandsliga Südwest  | 15.   |
| 1980/81                              | Verbandsliga Südwest  | 12.   |
| 1981/82                              | Verbandsliga Südwest  | 16.   |
| 1982/83                              | Bezirksliga Westpfalz | 01.   |
| 1983/84                              | Verbandsliga Südwest  | 09.   |
| 1984/85                              | Verbandsliga Südwest  | 03.   |
| 1985/86                              | Verbandsliga Südwest  | 18.   |
| 1986/87                              | Bezirksliga Westpfalz | 15.   |
| 1987/88                              | Bezirksliga Westpfalz | 18.   |
| 1988 bis 2000: Keine Daten vorhanden |                       |       |

| Saison  | Liga                          | Platz |
| ------- | ----------------------------- | ----- |
| 2000/01 | Kreisliga K´lautern           | 06.   |
| 2001/02 | Kreisliga K´lautern           | 09.   |
| 2002/03 | Kreisliga K´lautern           |       |
| 2003/04 | Kreisliga K´lautern           | 10.   |
| 2004/05 | Kreisliga K´lautern           | 06.   |
| 2005/06 | Kreisliga K´lautern           | 06.   |
| 2006/07 | Kreisliga K´lautern           | 06.   |
| 2007/08 | Kreisliga K´lautern           | 07.   |
| 2008/09 | Kreisliga K´lautern           | 07.   |
| 2009/10 | Kreisliga K´lautern           | 03.   |
| 2010/11 | Kreisliga K´lautern-Donn. Süd | 05.   |
| 2011/12 | Kreisliga K´lautern-Donn. Süd | 01.   |
| 2012/13 | Bezirksklasse Westpfalz Nord  | 03.   |
| 2013/14 | A-Klasse K´lautern-Donn.      | 07.   |
| 2014/15 | A-Klasse K´lautern-Donn.      | 15.   |
| 2015/16 | A-Klasse K´lautern-Donn.      | 14.   |
| 2016/17 | B-Klasse K´lautern-Donn.      | 04.   |
| 2017/18 | B-Klasse K´lautern-Donn.      | 01.   |
| 2018/19 | A-Klasse K´lautern-Donn.      | 06.   |
| 2019/20 | A-Klasse K´lautern-Donn.      | 04.   |